# Mapeo relacional de objetos
El mapeo relacional de objetos u ORM (también O/RM, sigla en inglés de object-relational mapping), es una técnica de programación para convertir datos entre el sistema de tipos utilizado en un lenguaje de programación orientado a objetos y la utilización de una base de datos relacional como motor de persistencia. En la práctica esto crea una base de datos orientada a objetos virtual, sobre la base de datos relacional. Esto posibilita el uso de las características propias de la orientación a objetos (básicamente herencia y polimorfismo). Hay paquetes comerciales y de uso libre disponibles que desarrollan el mapeo relacional de objetos, aunque algunos programadores prefieren crear sus propias herramientas ORM.

## El problema
En la programación orientada a objetos, las tareas de gestión de datos son implementadas generalmente por la manipulación de objetos, los cuales son casi siempre valores no escalares. Para ilustrarlo, considere el ejemplo de una entrada en una libreta de direcciones, que representa a una sola persona con cero o más números telefónicos y cero o más direcciones. En una implementación orientada a objetos, esto puede ser modelado por un "objeto persona" con "campos" que almacenan los datos de dicha entrada: el nombre de la persona, una lista de números telefónicos y una lista de direcciones. La lista de números telefónicos estaría compuesta por "objetos de números telefónicos" y así sucesivamente. La entrada de la libreta de direcciones es tratada como un valor único por el lenguaje de programación (puede ser referenciada por una sola variable, por ejemplo). Se pueden asociar varios métodos al objeto, como uno que devuelva el número telefónico preferido, la dirección de su casa, etc..
Sin embargo, muchos productos populares de base de datos, como los Sistemas de Gestión de Bases de Datos SQL, solamente pueden almacenar y manipular valores escalares como enteros y cadenas, organizados en tablas normalizadas. El programador debe convertir los valores de los objetos en grupos de valores simples para almacenarlos en la base de datos (y volverlos a convertir luego de recuperarlos de la base de datos), o usar sólo valores escalares simples en el programa. El mapeo relacional de objetos es utilizado para implementar la primera aproximación.
El núcleo del problema reside en traducir estos objetos a formas que puedan ser almacenadas en la base de datos para recuperarlas fácilmente, mientras se preservan las propiedades de los objetos y sus relaciones; estos objetos se dice entonces que son persistentes.

## Implementaciones
Los tipos de bases de datos usados mayoritariamente son las bases de datos SQL, cuya aparición precedió al crecimiento de la programación orientada a objetos en los años 1990. Las bases de datos SQL usan una serie de tablas para organizar datos. Los datos en distintas tablas están asociados a través del uso de restricciones declarativas en lugar de punteros o enlaces explícitos. Los mismos datos que pueden almacenarse en un solo objeto podrían requerir ser almacenados a través de varias tablas.
Una implementación del mapeo relacional de objetos podría necesitar elegir de manera sistemática y predictiva qué tablas usar y generar las sentencias SQL necesarias.
Muchos paquetes han sido desarrollados para reducir el tedioso proceso de desarrollo de sistemas de mapeo relacional de objetos proveyendo bibliotecas de clases que son capaces de realizar mapeos automáticamente. Dada una lista de tablas en la base de datos, y objetos en el programa, ellos pueden automáticamente mapear solicitudes de un sentido a otro. Preguntar a un objeto persona por sus números telefónicos resultará en la creación y envío de la consulta apropiada a la base de datos, y los resultados son traducidos directamente en objetos de números telefónicos dentro del programa.
Desde el punto de vista de un programador, el sistema debe lucir como un almacén de objetos persistentes. Uno puede crear objetos y trabajar normalmente con ellos, los cambios que sufran terminarán siendo reflejados en la base de datos.
Sin embargo, en la práctica no es tan simple. Todos los sistemas ORM tienden a hacerse visibles en varias formas, reduciendo en cierto grado la capacidad de ignorar la base de datos. Peor aún, la capa de traducción puede ser lenta e ineficiente (comparada en términos de las sentencias SQL que escribe), provocando que el programa sea más lento y utilice más memoria que el código "escrito a mano".
Un buen número de sistemas de mapeo relacional de objetos se han desarrollado a lo largo de los años, pero su efectividad en el mercado ha sido diversa. NeXT's Enterprise Objects Framework (EOF) fue una de las primeras implementaciones, pero no tuvo éxito debido a que estaba estrechamente ligado a todo el kit de NeXT's, OpenStep [cita requerida]. Fue integrado más tarde en NeXT's WebObjects, el primer servidor web de aplicaciones orientado a objetos. Desde que Apple compró NeXT's en 1997, EOF proveyó la tecnología detrás de los sitios web de comercio electrónico de Apple: los servicios .Mac y la tienda de música iTunes. Apple provee EOF en dos implementaciones: la implementación en Objective-C que viene con Apple Developers Tools y la implementación Pure Java que viene en WebObjects 5.2. Inspirado por EOF es el open source Apache Cayenne. Cayenne tiene metas similares a las de EOF e intenta estar acorde a los estándares JPA.
Una aproximación alternativa ha sido tomada por tecnologías como RDF y SPARQL, y el concepto de "triplestore". RDF es una serialización del concepto objeto-sujeto-predicado, RDF/XML es una representación en XML de aquello, SPARQL es un lenguaje de consulta similar al SQL, y un "triplestore" es una descripción general de una base de datos que trabaja con un tercer componente.
Más recientemente, un sistema similar ha comenzado a evolucionar en el mundo Java, conocido como Java Data Objects (JDO). A diferencia de EOF, JDO es un estándar, y muchas implementaciones están disponibles por parte de distintos distribuidores de software. La especificación 3.0 de Enterprise Java Beans (EJB) también cubre la misma área. Han existido algunos conflictos de estándares entre ambas especificaciones en términos de preeminencia. JDO tiene muchas implementaciones comerciales, mientras que EJB 3.0 está aún en desarrollo. Sin embargo, recientemente otro estándar ha sido anunciado por JCP para abarcar estos dos estándares de manera conjunta y lograr que el futuro estándar trabaje en diversas arquitecturas de Java. Otro ejemplo a mencionar es Hibernate, el framework de mapeo relacional de objetos más usado en Java que inspiró la especificación EJB 3.
En el framework de desarrollo web Ruby on Rails, el mapeo relacional de objetos juega un rol preponderante y es manejado por la herramienta ActiveRecord. Un rol similar es el que tiene el módulo DBIx::Class para el framework basado en Perl Catalyst, aunque otras elecciones también son posibles.

## Bases de datos distintas a SQL
Las bases de datos como Caché no necesitan mapeo relacional de objetos manual. El acceso del SQL a los valores no escalares ya ha sido construido. Caché permite a los desarrolladores diseñar cualquier combinación de programación orientada a objetos y almacenamiento estructurado en tablas en la misma base de datos en lugar de depender de herramientas externas.
Otra solución puede ser el uso de un sistema de administración de base de datos orientada a objetos (OODBMS: Object-oriented database management system), lo cual, como el nombre lo sugiere, es una base de datos diseñada específicamente para trabajar con valores orientados a objetos. Usar un OODBMS puede eliminar la necesidad de convertir datos desde y hacia su forma SQL, y los datos pueden ser almacenados en su representación original como objetos.
Las bases de datos orientadas a objetos aún no han conseguido una alta aceptación y uso. Una de las principales limitaciones reside en que, cambiar de un sistema de administración de base de datos SQL a un sistema orientado totalmente a objetos implica que se pierde la capacidad de crear sentencias SQL, un método ya probado para obtener combinaciones específicas de datos. Por esta razón, muchos programadores se encuentran más a gusto trabajando con un sistema de mapeo de objetos y SQL, aun cuando la mayoría de las bases de datos comerciales orientadas a objetos son capaces de procesar consultas SQL de manera limitada.

## Enlaces relacionados
- Patrón de diseño Association Table Mapping:
- Introducción a JPA  (enlace roto disponible en Internet Archive; véase el historial, la primera versión y la última).

- Datos: Q58748